# Werner Nocht
Werner Nocht (* 11. Juni 1931; † 14. Juni 2013) war ein deutscher Fußballspieler, der bei Viktoria 89 Berlin zweimal in den Jahren 1955 und 1956 in der Berliner Stadtliga die Meisterschaft errang.

## Laufbahn

### Stadtliga Berlin, 1952 bis 1963
Nach dem Aufstieg 1951 in die höchste Berliner Amateurklasse zeichnete sich der schnelle Flügelstürmer Werner Nocht in der Saison 1951/52 bei Kickers 1900 Berlin so eindrucksvoll in der 1. Amateurliga Berlin aus, dass er vom Tabellendritten der Stadtliga, von Viktoria 89, ein Angebot als Vertragsfußballer für die Runde 1952/53 erhielt. Der pfeilschnelle Mann am Flügel absolvierte in seiner Debütsaison in der Stadtliga alle 24 Rundenspiele für Viktoria 89 und erzielte dabei elf Tore. Durch den 4:2-Sieg am 28. Juni 1953 im Finale des Berliner Landespokals gegen den Berliner SV 92 – Nocht stürmte auf Linksaußen – gewann er auch sofort seinen ersten Titel mit Viktoria. Am Saisonende hatte der gebürtige Stendaler Otto Westphal das Training der Tempelhofer übernommen und die „Mariendorfer Löwen“ zum Pokalerfolg geführt.
Mit Trainer Heinz-Ludwig Schmidt, der überragenden Läuferreihe Helmut Jonas, Karl-Heinz Schmidt und Kurt Henning, sowie dem Torschützenkönig Werner Nocht – er eroberte sich mit 18 Treffern die Berliner-Torjägerkrone – gewann Viktoria 89 in der Saison 1954/55 die Berliner Meisterschaft. Dabei legte der Meister vom vierten bis zum 15. Spieltag eine imponierende 23:1 Punkte-Serie hin. Nocht erzielte alle drei Tore beim 3:2-Erfolg am 28. November 1954 gegen Minerva 93 und zeichnete sich in fünf weiteren Begegnungen als zweifacher Torschütze aus. Zur erfolgreichen Titelverteidigung 1955/56 steuerte Werner Nocht in 20 Spielen zehn Tore bei. Am vorletzten Spieltag, den 8. April 1956, bei der 0:1-Niederlage bei BSV 92 stürmte Nocht auf Linksaußen und musste damit den Punktgleichstand mit Minerva 93 hinnehmen. Beim entscheidenden 2:0-Auswärtserfolg am 15. April vor 16.000 Zuschauern im Poststadion gegen Minerva fehlte er aber durch Verletzung. Erfolgreichster 89er-Torschütze war in dieser Runde Horst Stange mit zwölf Treffern. In der Saison 1957/58 verspielte Viktoria 89 am 23. März 1958, einem Nachholspieltag, durch eine 0:2-Niederlage vor 45.000 Zuschauern gegen Tennis Borussia Berlin den erneuten Meisterschaftstriumph. Viktoria 89, mit 31:11 Punkten Tabellenführer, traf auf die „Veilchen“, die mit 30:12 Punkten auf dem zweiten Rang standen. Nocht konnte sich dabei im Duell gegen B-Nationalspieler Rudolf Deinert nicht entscheidend durchsetzen und da auch Torjäger Dieter Blümchen kein Treffer gelang, gewannen die Mannen um Horst Schmutzler im Endspurt die Meisterschaft.
Im letzten Jahr der Oberligen und der Berliner Stadtliga, 1962/63, absolvierte Werner Nocht am 21. April 1963, bei der 2:4-Niederlage gegen Hertha BSC, sein letztes Stadtligaspiel. In elf Runden kam er von 1952 bis 1963 in 228 Spielen auf 89 Tore.

### Endrunden um die deutsche Fußballmeisterschaft, 1955 und 1956
In den Spielen um die deutsche Fußballmeisterschaft 1955 traf Viktoria 89 auf den 1. FC Kaiserslautern, SV Sodingen und den Hamburger SV. Eröffnet wurde der Wettbewerb am 15. Mai vor 82.000 Zuschauern im Berliner Olympiastadion gegen die Walter-Elf aus Kaiserslautern. Werner Nocht setzte sich dabei mit dem ehemaligen Torjäger Werner Baßler auf der rechten Verteidigerseite der Pfälzer auseinander. Die Mannen um Fritz Walter setzten sich mit einem 2:1 durch, Nocht hatte in der 72. Minute den Anschlusstreffer erzielt. Beim Hamburger SV wurde er auf der Rechtsaußenposition von Fritz Laband bewacht. Die Hamburger setzten sich mit einem Tor in der 89. Minute gegen die Berliner durch. Bei der 2:3-Heimniederlage am 5. Juni gegen den SV Sodingen erzielte der schnelle Flügelstürmer beide Berliner Treffer.
In der zweiten Endrundenteilnahme, 1956, traf Viktoria 89 wiederum auf den Hamburger SV, dazu aber noch auf Borussia Dortmund und den VfB Stuttgart. Überraschend kamen die Berliner am 27. Mai beim späteren Finalsieger Borussia Dortmund vor 32.000 Zuschauern im Stadion Rote Erde zu einem 1:1-Unentschieden. Drei Tage später, am 30. Mai, reichte es im Olympiastadion gegen den VfB Stuttgart auch zu einem 3:3-Remis. Dabei zeichnete sich Werner Nocht im Zweikampf mit VfB-Verteidiger Erich Retter als zweifacher Torschütze aus. Insgesamt hat Nocht in zwei Endrunden alle zwölf Spiele absolviert und dabei sechs Tore erzielt. Dank seiner Schnelligkeit und der Gabe auf beiden Flügeln spielen zu können, konnte er auch in den Endrunden – wie auch in seinen Einsätzen in den Städtespielen für Berlin – gegen qualitativ bessere Gegnerschaft seine individuelle Klasse unter Beweis stellen.

## Privates
Nach seiner aktiven Zeit lebte Nocht in Villingen-Schwenningen. Er starb drei Tage nach seinem 82. Geburtstag im Juni 2013.